# Leibniz-Institut für Psychologie (ZPID)

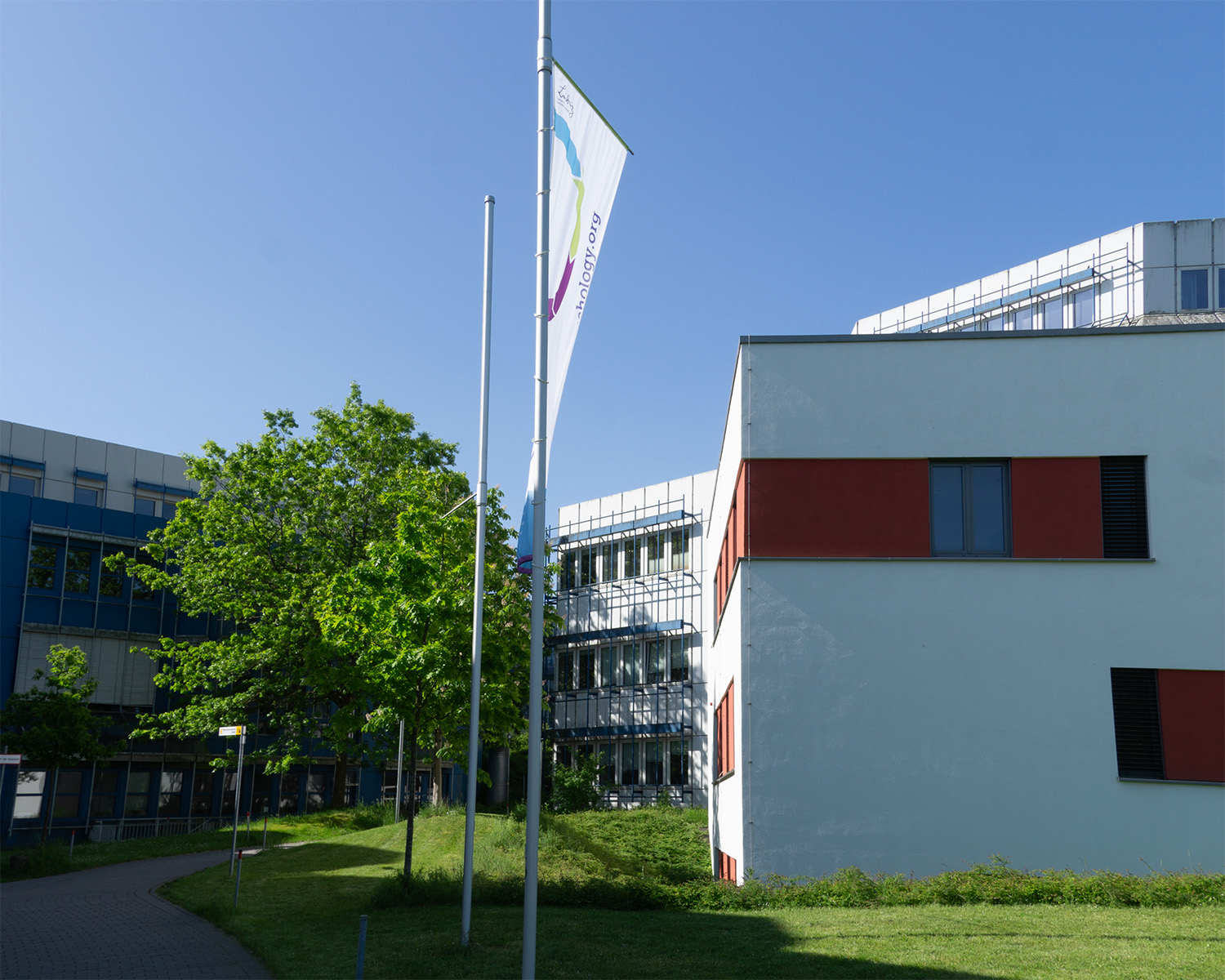
Das Leibniz-Institut für Psychologie (ZPID) auf dem Campus der Universität Trier.

Das Leibniz-Institut für Psychologie (ZPID) (bis 2020: Leibniz-Zentrum für Psychologische Information und Dokumentation) ist eine überregionale Informationsinfrastruktur für Psychologie in den deutschsprachigen Ländern. Es unterstützt – an einem idealtypischen Forschungszyklus orientiert – den gesamten wissenschaftlichen Arbeitsprozess von der Ideensammlung und Literaturrecherche über die Dokumentation der Forschungsarbeit sowie Archivierung von Daten bis hin zur Publikation der Ergebnisse. Es ist dem Gedanken der Open Science verpflichtet und versteht sich als Public-Open-Science-Institut für Psychologie. Das ZPID ist Mitglied der Wissenschaftsgemeinschaft Gottfried-Wilhelm Leibniz e. V.

## Geschichte
1963 regten Wolfgang Metzger und Martin Cremer die Gründung eines Instituts für Psychologische Information und Dokumentation an. 1967 legte Carl Graf Hoyos eine Planstudie „Psychologische Dokumentation“ vor, der Vorstand der Deutschen Gesellschaft für Psychologie beschloss im Frühjahr 1970 die Gründung.
Das ZPID wurde 1971 als Projekt an der Universität Trier von Günther Reinert gegründet. Der auf Günter Reinert folgende Direktor Leo Montada betrieb den Ausbau sowie die Verstetigung des Instituts und damit die Sicherung des nachhaltigen Bestands der Einrichtung. Ab 1988 wurde es als „Zentrale wissenschaftliche Einrichtung“ der Universität Trier geführt. Nach einer erneuten Begutachtung durch den Wissenschaftsrat wurde das ZPID im Jahr 1997 Gründungsmitglied der Leibniz-Gemeinschaft. Unter der nebenamtlichen Leitung von Günter Krampen wurde eine Öffnung der Institutsaufgaben auf den europäischen und internationalen Raum vorangetrieben und ein neuer Arbeitsbereich Forschung aufgebaut. Seit dem 1. Januar 2013 ist das ZPID eine rechtlich unabhängige Anstalt des öffentlichen Rechts des Landes Rheinland-Pfalz. Es ist weiterhin an der Universität Trier angesiedelt, mit der es wissenschaftlich kooperiert. 2017 übernahm Michael Bosnjak hauptamtlich die Leitung des ZPID. Zum 1. Januar 2022 übernahm Claudia Dalbert interimsweise die Leitung. Seit Oktober 2023 leitet Kai Sassenberg das Leibniz-Institut für Psychologie (ZPID).

## Direktoren des ZPID
- 1972–1979: Günther Reinert
- 1979–2003: Leo Montada
- 2004–2017: Günter Krampen
- 1. Juli 2017 bis 31. Dezember 2021: Michael Bosnjak
- 1. Januar 2022 bis 30. September 2023: Claudia Dalbert[2]
- Seit 1. Oktober 2023: Kai Sassenberg[3]

## Förderung
Das ZPID wird im Rahmen der gemeinsamen Bund-Länder-Förderung der Mitgliedseinrichtungen der Leibniz-Gemeinschaft durch das Bundesministerium für Gesundheit und durch die Ländergemeinschaft gefördert. In seinem Sitzland Rheinland-Pfalz ist das ZPID dem Ministerium für Wissenschaft, Weiterbildung und Kultur (MWWK) zugeordnet.

## Produkte und Dienstleistungen
Die Angebote des ZPID richten sich an forschungsaktive oder lehrende Wissenschaftler in der Psychologie, einschließlich des wissenschaftlichen Nachwuchses. Darüber hinaus zählen den Beruf Praktizierende, Studierende der Psychologie und angrenzender Fachbereiche sowie die interessierte Öffentlichkeit (einschließlich Medien und Politik) zur Zielgruppe.
Die Angebote sind international ausgerichtet. Der Bedarf der Nutzer wird über einen idealtypischen Forschungszyklus hergestellt, der insgesamt sechs aufeinander bezogene Phasen umfasst. Das die jeweilige Phase abdeckende Produkt bzw. die Dienstleistung wird in Klammern dargestellt:
1. Informieren (KLARpsy, psychologie.de)
2. Recherchieren (PubPsych / PSYNDEX, Open Test Archive, PsychAuthors, PsychTopics)
3. Studien planen (Ethiktool, DataWiz, PreReg)
4. Daten analysieren (PsychOpen CAMA)
5. Archivieren (PsychArchives, FDZ am ZPID)
6. Veröffentlichen (PsychOpen GOLD)

## Forschung
Seit Ende 2024 hat das Leibniz-Institut für Psychologie (ZPID) drei Juniorprofessuren besetzt und seine Forschung neu aufgestellt. Am ZPID gibt es nun die drei übergeordneten Forschungsbereiche Science Acceptance, Psychological Metascience und Big Data in Psychology mit dazugehörigen Labs.

## Kooperationspartner
- Deutsche Gesellschaft für Psychologie (DGPs)
- Berufsverband Deutscher Psychologinnen und Psychologen (BDP)
- American Psychological Association (APA), Washington, DC/USA
- Consejo Superior de Investigaciones Científicas (CSIC), Spanien
- Leibniz-Institut für Bildungsforschung und Bildungsinformation, Frankfurt a. M., Berlin
- Deutsches Institut für Künstliche Intelligenz (DFKI), Kaiserslautern
- Diagnostik- und Testkuratorium (DTK) der Föderation Deutscher Psychologenvereinigungen (BDP, DGPs)
- Fach Psychologie, Universität Trier
- GESIS – Leibniz-Institut für Sozialwissenschaften, Mannheim, Köln, Mannheim
- Kriminologische Zentralstelle (KrimZ), Wiesbaden
- Servicezentrum eSciences, Universität Trier